# Station Botzelaer
Station Botzelaer was een spoorwegstation langs spoorlijn 24 (Tongeren - Aachen West) in het gehucht Botzelaer ten oosten van Gemmenich, een deelgemeente van de gemeente Plombières. Vanuit dit station was er een aftakking langs spoorlijn 39 naar Welkenraedt.
0,0: Tongeren ·
3,6: Vreren-Nerem ·
5,2: Glons-Haut ·
7,1: Boirs ·
9,3: Rukkelingen ·
11,3: Bitsingen ·
12,9: Wonck ·
18,2: Visé-Haut ·
21,0: Berneau ·
22,4: Weerst ·
26,6: Sint-Martens-Voeren ·
31,4: Remersdaal ·
Hindel-Bas ·
37,0: Montzen ·
Botzelaer ·
Aachen West (Templerbend)
0,0: Welkenraedt ·
3,0: Henri Chapelle ·
Birken ·
1,2: Montzen Village ·
2,5: Montzen · /
8,3: Moresnet ·
11,0: Plombières ·
17,1: Gemmenich ·
18,0: Botzelaer